# Supernatural: The Unseen Powers of Animals
Supernatural: The Unseen Powers of Animals é uma série de documentários em seis partes sobre a natureza feito pela John Downer Productions em parceria com a Unidade de História Natural da BBC, a mesma equipe que havia realizado Supersense e Lifesense. É narrado por Andrew Sachs e foi transmitido pel primeira vez no Reino Unido em 1999, pela emissorra BBC1. O tema da série foi a desconhecida força dos animais.